# Ana Zulema Luna de Marcos
Ana Zulema Luna de Marcos es una política argentina perteneciente al Frente Cívico por Santiago.
En las elecciones legislativas de 2007 se postuló como diputada nacional, ocupando el cuarto lugar en la lista del Frente Cívico por Santiago. Obtuvo la banca con el 52,39% de los votos; juró el cargo el 5 de diciembre de ese año.
Dentro de sus funciones en la Cámara Baja, en 2010 firmó el proyecto de ley que declaraba al útero como «ambiente protegido», para obligar al Ejecutivo a realizar campañas que garanticen la integridad de dicho órgano, iniciativa en contra de la despenalización del aborto. En ese mismo año, durante el debate de la Ley de Matrimonio Igualitario, votó en contra de aprobar dicha norma. Concluyó su mandato en diciembre de 2011.